# John N. Andrews
John Nevins Andrews (Poland, 22 de julio de 1829-Basilea, 21 de octubre de 1883, fue un teólogo, pastor, misionero y escritor estadounidense en la Iglesia Adventista. Fue uno de los autores más destacados y eruditos de su época.
También fue uno de los pioneros que comenzó el adventismo en los Estados Unidos 
(Estados unidos fue el primer país donde comenzó los adventistas del séptimo día) 

## Biografía
Nacido en Poland (Maine), en 1829, Andrews se convirtió en millerista en febrero de 1843 y comenzó a conservar el séptimo día de reposo en 1845. En septiembre de 1849 conoció a Jaime White y Ellen G. White.
Tenía quince años cuando sucedió el gran chasco de los Movimiento Millerita
En 1850 comenzó el ministerio pastoral itinerante en Nueva Inglaterra y fue ordenado como pastor en 1853. Andrews tuvo un papel fundamental en el establecimiento de la teología adventista. Entre sus logros más memorables en la interpretación profética adventista, fue identificar a la bestia de dos cuernos de Apocalipsis a los Estados Unidos de América.
El 29 de octubre de 1856, se casó con Angeline Stevens (1824–1872), en la ciudad de Waukon, Iowa. En junio de 1859 en una conferencia realizada en Battle Creek, fue votado para ayudar a J.N. Lougborouh en el evangelismo en Míchigan. Luego volvió a Iowa en otoño de 1860. Durante esos años nacieron sus hijos, (Charles, nacido en 1857 y Mary, nacida en 1861), escribió la primera edición de su famoso libro llamado, The History of the Sabbath and the First Day of the Week, en 1859.
En junio de 1862, Andrews viajó a para realizar tareas de evangelización en Waukon, Nueva York. En febrero de 1863 su esposa y sus hijos se trasladaron a Nueva York.
Otros dos hijos nacieron en Nueva York, (John y Angelina), los cuales fallecieron durante la infancia por tuberculosis. En 1864, John Andrews fue elegido como representante de la denominación ante la Provost Marshall General, en Washingtton, para obtener el reconocimiento de la iglesia como no combatiente. El 14 de mayo de 1867, Andrews fue elegido como el tercer presidente de la Asociación General (hasta el 18 de mayo de 1869)(justo antes y después de Jaime White), luego fue editor de Review and Herald (1869-1870) actualmente Revista Adventista.
En 1872 Angeline falleció por un derrame cerebral. John se mudó a South Lancaster, Massachusetts, donde sus hijos quedaron al cuidado de la familia Harris.
Dos años después (15 de septiembre de 1874), Andrews y sus dos hijos vivos, (Charles y Mary), son enviados oficialmente a Europa como los primeros misioneros adventistas. Andrews colaboró en el inicio de una editorial en Suiza y un periódico adventista en francés, Les Singer des Temps (1876). En 1878 Mary contrajo tuberculosis y falleció poco después del tratamiento que le fue suministrado en el Sanatorio de Battle Creek. John Andrews fallece de tuberculosis en 1883 a los 54 años de edad en Basilea, Suiza.

## Legado
La Universidad Andrews situada en Berrien Springs, Míchigan, fue nombrada en su honor en 1960, así como también John Nevins Andrews School, en 1907, en Takoma Park, Maryland.
En 1993 fue presentada la escultura de Andrews en frente de la Universidad Andrews Pionner Memorial Church. En 2005 los trabajos realizados por John N. Andrews fueron donados por sus descendientes al Centro de Investigación Adventista.

## Obras
- Review of the Remarks of O.R.L. Crozier on the institution, design, and abolition of the Sabbath (1853)
- History of the Sabbath and First Day of the Week (1861, 2nd edition 1873, 3rd edition 1887, 4th edition with L. R. Conradi 1912)
- Samuel and the Witch of Endor, or, The Sin of Witchcraft (186-?)
- The Sanctuary and Twenty-Three Hundred Days (1872)
- The Complete Testimony of the Fathers of the First Three Centuries Concerning the Sabbath and First Day (1873, 2nd edition 1876)
- Sermon on the Two Covenants (1875)
- Three Messages of Revelation 14:6-12 (1877)
- The Sunday Seventh-day Theory; an Examination of the Teachings of Mede, Jennings, Akers, and Fuller (1884)
- The Judgement, its Events and their Order (1890)
- The Sabbath and the Law (1890?)